# Laura Martínez Portell
Laura Martínez Portell (Mataró, Maresme, 1970) és una advocada, mediadora i política catalana, va ser alcaldessa de Vilassar de Mar entre 2023 i el mes de març de 2025.
Llicenciada en Dret per la Universitat de Lleida, ha completat diversos cursos especialitzats en el camp de la violència de gènere, jurisdicció de menors i la mediació civil, comercial i familiar. Té un màster en Gestió i Direcció de Recursos Humans pel Centre d'Estudis Financers i un postgrau en Pràctica Jurídica per l'Il·lustre Col·legi d'Advocats de Mataró. També ha fet diversos cursos d'especialització en matèria de violència de gènere, jurisdicció de menors o medicació civil, mercantil i familiar. En l'àmbit privat, ha treballat com a advocada especialitzada en dret de família i violència contra les dones. També ha estat regidora d'educació i cultura de l'Ajuntament de Vilassar de Mar del 2007 al 2011 amb el grup de Junts per Catalunya. I del 2011 al 2015, vicepresidenta tercera del Consell Comarcal del Maresme. També ha estat vicepresidenta segona de la Diputació de Barcelona i, entre altres càrrecs, diputada de Benestar Social, Salut Pública, Consum i Relacions Internacionals.
Fou directora del Centre d'Estudis Jurídics i Formació Especialitzada del 8 de juny de 2021 fins a finals del 2022. Abans havia estat presidenta de l'Institut Català de les Dones (ICD).
A les eleccions municipals de 2023 sortí escollida alcaldessa de Vilassar de Mar, sent la primera dona a ocupar el càrrec en aquest municipi. El març de 2025 una moció de censura la va fer fora de l'alcaldia, sent substituïda per Elena López.